# Saturnino Rodríguez Peña
Saturnino Rodríguez Peña fue un político de polémica actuación en los sucesos que culminaron en la independencia de las Provincias Unidas del Río de la Plata.

## Biografía
Nació en Buenos Aires (Gobernación del Río de la Plata) el 19 de enero de 1765, hijo de Alonso Isidoro Rodríguez de la Peña y de Damiana Funes y Quiroga.
Tras estudiar en el Real Colegio de San Carlos, el 16 de diciembre de 1780 ingresó al Real Colegio Convictorio de Nuestra Señora de Monserrat de Córdoba donde siguió estudios de teología.
En 1786, pretextando enfermedad, volvió a Buenos Aires concluyendo sus estudios en esa ciudad, tras lo que marchó a la Universidad Mayor Real y Pontificia San Francisco Xavier de Chuquisaca, graduándose el 16 de mayo de 1789 como doctor en derecho.
A comienzos del siglo XIX viajó a las Antillas en representación del saladerista Julián de Almagro. Allí estableció relaciones con ciudadanos británicos y posiblemente con Francisco Miranda.
En 1804 se sumó a la logia masónica Southern Cross (Estrella del Sur), a la que también pertenecía Manuel Aniceto Padilla. 

### Las invasiones inglesas al Río de la Plata
Al producirse la invasión inglesa se relacionó rápidamente con los ocupantes, dado que compartía en muchos casos la filiación masónica con sus oficiales y debido a que "era muy inglés en sus ideas".
En realidad, sus posiciones ideológicas eran en buena medida coincidentes con las de Miranda. Se alejaba del jacobinismo y consideraba que por razones políticas y económicas debía solicitarse el apoyo de Inglaterra para la emancipación.
Pese a ello, tras la reconquista mantuvo su posición en las milicias revistando como capitán de la 7° compañía del Cuerpo de Voluntarios Artilleros de la Unión, y junto al virrey Santiago de Liniers como secretario, ayudante y confidente.
El 3 de febrero de 1807 Samuel Auchmuty tomó por asalto Montevideo pese a la heroica pero ineficaz defensa de los defensores de la plaza, gobernada por Pascual Ruiz Huidobro. El 05 de ese mes llegaron las noticias a Buenos Aires. 
En febrero de 1807, derrotados los ingleses en Buenos Aires, victoriosos en Montevideo, las autoridades resolvieron deportar al interior del país a los prisioneros británicos, entre ellos a Beresford, detenido en Luján.
Saturnino Rodríguez Peña tenía contacto habitual con Beresford, a quien llevaba su pensión y correspondencia. Peña le sugirió la entrega pacífica de Buenos Aires a cambio del reconocimiento de la independencia. Beresford aceptó presentar el plan al conquistador de Montevideo, Auchmuty, pero solicitó garantías de que el plan tenía respaldo suficiente entre los vecinos influyentes de la ciudad.
Peña resolvió entonces tomar contacto con Martín de Álzaga mientras el comerciante americano Guillermo Pío White efectuaba sus propias gestiones.

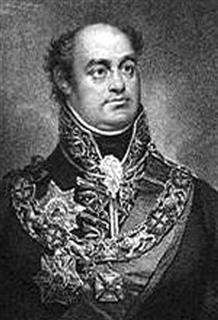
William Carr Beresford.

Peña y Manuel Aniceto Padilla iniciaron contactos con los restantes partidarios de la independencia, especialmente el partido de Álzaga. A esos efectos, contactaron a Juan de Dios Dozo, secretario y confidente de Álzaga, por cuyo mandato había entrado en la logia Southern Cross. Dozo pertenencia al Regimiento de la Unión al igual que Peña, y tenían amistad. 
El 6 de febrero Peña mantuvo una entrevista con Juan de Dios Dozo. Rodríguez Peña inicia el diálogo expresando que la situación de Buenos Aires era lamentable y que sería imposible derrotar a los ingleses, dueños ya de Montevideo, y que no podrían defenderse de los nuevos invasores. Agregó que lo conveniente era cambiar de medios y de partido para salvaguardar sus vidas, la de sus familias, y "preservar sus patrimonios". Que ya había mantenido charlas con el general Beresford en varias oportunidades y que esperaba que éste los ayudase a independizarse de España, para lo que  pretendía obtener el apoyo del partido español en Buenos Aires, el de Álzaga.
La noche del día 7 se efectuó una nueva reunión, esta vez entre Martín de Álzaga y Peña, pero Álzaga denunció la iniciativa obligando a Peña a huir.
Descubierto el plan, Peña organizó la fuga de Beresford, con la condición de que este continuara sus gestiones en Montevideo. Tras la fuga, en Buenos Aires se inició un proceso a los supuestos partícipes, al que Liniers dio término el 4 de octubre de 1808.
Beresford cumplió su promesa de hacer lo posible para avanzar en el plan de Peña, sin mayores resultados dado que Auchmuty se excusó por la falta de órdenes, con lo que Beresford se negó a asumir el mando de la Segunda invasión inglesa al Río de la Plata.
Tras el fracaso de la segunda invasión marchó a Montevideo donde gracias a las gestiones de Álzaga se reunió con su familia.
Witelocke embarcó a Peña y su familia en el cútter Olimpic rumbo a Río de Janeiro. El objetivo de Peña era seguir a Inglaterra para contactar a Miranda, pero finalmente permaneció en la capital portuguesa.

### El proyecto carlotista
En Río, Peña se sumó al proyecto carlotista tendiente a convertir a la infanta Carlota Joaquina de Borbón, mujer del príncipe regente de Portugal y hermana de Fernando VII de España, a la sazón detenido en Bayona por Napoleón Bonaparte.
En carta a la princesa Peña expresa:

"Los Americanos en la forma más solemne que por ahora les es posible, se dirigen à S.A.R. la Señora Doña Carlota Joaquina, Princesa de Portugal é Infanta de España, y la suplican les dispense la mayor gracia, y prueba de su generosidad dignandose trasladarse al Rio de la Plata, donde la aclamaran por su Regenta en los términos que sean compatibles con la dignidad de la una, y libertad de los otros... Aunque debemos afianzarnos y sostener como indudable principio, que toda la autoridad es del Pueblo, y que este solo puede delegarla, sin embargo la creacion de una nueva familia Real nos conduciria á mil desordenes y riesgos. Al contrario la dignidad ya creada, y adornada al presente de tan divinas qualidades, y que separandose absolutamente de la Dominacion Portuguesa se establecerá en esos territorios nos ofrece una eterna felicidad y quantas satisfacciones puede prometerse una nacion establecida afirmada y sostenida con las mas extraordinarias ventajas; añadiendo que sin duda alguna debemos contar con la protección y auxilios de la Inglaterra."
Carta de Saturnino Rodríguez Peña, Río de Janeiro, 4 de octubre de 1808.

Peña mantenía contacto con Miranda y servía de enlace tanto de aquel como de Carlota con el partido criollo de la independencia. 
El 14 de agosto de 1809 envió a solicitud de Rodrigo Souza Coutinho, Conde de Linhares, Ministro de Negocios Extranjeros de la Corte portuguesa, un memorial en el que tras analizar la situación de España y la rivalidad entre europeos y americanos, plantea el rechazo tanto de las invasiones inglesas como de la previsible política de Baltasar Hidalgo de Cisneros incluyendo el nombramiento de Francisco Javier de Elío y promueve el partido de la Infanta.
Peña llegó incluso a pensar en el apoyo, no ya de la princesa Carlota, sino directamente del príncipe regente, llegando a pedir en carta a Miranda que este le haga llegar armas para levantar milicias cuando el príncipe regente declarara la guerra. Esto provocó intrigas del almirante inglés William Sidney Smith, partidario de la princesa, tendientes a arruinarlo. 
La opción del apoyo directo de Juan se mostró inviable y Peña sostuvo la de Carlota hasta que perdió todo apoyo en Buenos Aires.
Para enero de 1809 Peña había perdido su fe en la Infanta. En carta a Miranda afirmaba que "se ha abusado vilmente de mis confianzas". También se ha decepcionado del apoyo británico por lo que afirma: "Hemos determinado pues obrar por nosotros mismos, y no someternos...reflexionando nuestros compatriotas sobre sus verdaderos derechos, e intereses se hayan reunido, acordado y resuelto, ... sostener y declarar su independencia absoluta sin la menos relación, ni abatimiento a otra Potencia."

### A sueldo del extranjero
En Río vivía con su familia en una pensión de la Rua do Ouvidor y luego en una casa de la Rua de San Pedro N° 40, que se convirtió en foco y refugio de los expatriados de Buenos Aires, por lo que las autoridades del Virreinato del Río de la Plata intentaron en numerosas oportunidades su extradición.
A comienzos de 1809, Liniers solicitó su captura y extradición, pero Peña se refugió en una nave inglesa.
Comisionó a Felipe da Silva Telles Contucci para llevar a Buenos Aires cartas de Miranda acerca de la independencia, pero Contucci para no comprometerse las remitió por intermedio de Carlos José Guezzi, personaje ambicioso y desacreditado, espía de Liniers en Río y del Conde de Linhares en Buenos Aires.
La situación económica de Peña en Río era difícil y dependió del apoyo inglés y portugués.
Recibió una pensión de 300 libras otorgada por el teniente coronel John Whitelocke con carácter de temporaria, pero eventualmente su compañero de exilio, Padilla, la cobró para sí, por lo que en agosto de 1809 revocó el poder en favor de Miranda y consiguió que el ministro inglés Lord Strangford le efectuara un anticipo de los siguientes pagos y que el gobierno británico le enviara 150 libras en mérito a su conducta pasada y presente.
El príncipe Juan también le concedió una pensión de 500 pesos anuales, que le permitió salir de la situación de extrema estrechez en que vivía.

### Buenos Aires
En 1814 volvió a Buenos Aires y el 10 de junio recibió el grado de teniente coronel de artillería.
Fue enviado a Río para transmitir a Strangford los detalles de la caída de Montevideo. La estancia fue breve y el 21 de julio emprendió el regreso en un viaje costeado por la embajada inglesa trayendo una nota de Strangford en la que urgía el envío de diputados a España para tramitar la paz.
El 13 de agosto arribó a Buenos Aires y en septiembre fue nombrado administrador de la Aduana de Montevideo.

### Nuevamente el exilio
Tras la caída de Carlos María de Alvear en abril de 1815, tanto su hermano Nicolás como él sufrieron el embargo y remate de sus bienes. 
Peña debió exilarse nuevamente, permaneciendo su familia en Buenos Aires. El jefe de la escuadra británica en el Río de la Plata, el comodoro Montagu Fabian efectuó sin resultado gestiones a su favor. 
En junio de 1818 sus hijas solicitaron al Congreso Nacional que se le permitiera desembarcar, pero al hacerlo fue detenido. 
Ese mismo año murió su esposa Gertrudis Amores y varias de sus hijas por la tisis.
Murió en Buenos Aires el 22 de abril de 1819.
El historiador Enrique Ruiz Guiñazú dice que Peña tenía en el brillo de los ojos renegridos y el corte anguloso de su semblante una gran fuerza de expresión. Hombre dinámico y poco dado, en su admirable desinterés, a medir la consecuencia de sus actos."
Por su parte, Ricardo Levene afirmó que "fue el campeón del plan de independencia del Plata bajo el reinado de la Princesa Carlota".
En una posición más crítica, Groussac consideraba interesada su actitud y le negaba el carácter de precursor de la independencia que algunos otorgaban a Peña, llamándolo "corredor de independencia".